# Żurawina drobnoowocowa
Żurawina drobnoowocowa, żurawina drobnolistkowa (Vaccinium microcarpum (Turcz. ex Rupr.) Schmalh.) – gatunek rośliny z rodziny wrzosowatych o spornym ujęciu taksonomicznym. W niektórych ujęciach taksonomicznych włączany był do rodzaju żurawina jako Oxycoccus microcarpus Turcz. ex Rupr., według The Plant List jest gatunkiem borówki Vaccinium, tak więc jego nazwa polska jest niespójna z nazwą naukową. Według GRIN gatunek nie jest wyróżniany (nazwa naukowa stanowi synonim żurawiny błotnej Vaccinium oxycoccos L.).

## Rozmieszczenie geograficzne
Jest gatunkiem arktyczno-borealnym występującym w rozproszeniu w północnych rejonach Ameryki Północnej, Europy i Azji. Tylko w Europie ma zwarty obszar zasięgu, obejmujący całą Skandynawię oraz wschodnią część Pojezierza Bałtyckiego i północną część Niziny Wschodnioeuropejskiej. Poza tym obszarem zwartego zasięgu w Europie występuje jeszcze w rozproszeniu w Alpach i Karpatach Południowych. W Polsce występuje na Pomorzu w okolicach Augustowa, w województwie poznańskim, na Dolnym Śląsku oraz w Sudetach i Karpatach. W Karpatach podano stanowiska w Kotlinie Orawsko-Nowotarskiej, w Tatrach i Bieszczadach. Na Kotlinie Orawsko-Nowotarskiej występuje na torfowiskach Bór na Czerwonem, Puścizna Mała, Puścizna Wielka, Baligówka, Puścizna koło Wróblówki, Przybojec koło Koniówki, Łysa Puścizna, Pustać koło Chyżnego, Bór za Lasem i Kaczmarka koło Podczerwonego. W Tatrach występuje na Wielkiej Pańszczyckiej Młace i na Polanie Waksmundzkiej. W Bieszczadach po weryfikacji stanowisk w 2008 r. stwierdzono występowanie na torfowiskach Dźwiniacz, Łokieć, Tarnawa Wyżna, Sokoliki Górskie i na północ od Tarnawy Niżnej.

## Morfologia
ŁodygaPojedyncza, delikatna, pełzająca (płożąca), o długości do 60 cm, nierozgałęziona, ulistniona drobnymi listkami. Tegoroczne pędy nagie.
LiścieZimotrwałe, drobne, trójkątniejajowate, zaostrzone, o długości (3) 4–5 (6,5) mm i szerokości (2)2,5 (3,5) mm. Na górnej stronie ciemnozielone i błyszczące, na dolnej białosine. Pokryte są woskowym nalotem.
KwiatyRóżowe, zazwyczaj pojedyncze, rzadziej wyrastające po 2–3. Posiadają nagie, jajowatolancetowate podkwiatki zazwyczaj wyrastające blisko nasady szypułki. Łatki korony mają długość 4–5 mm i szerokość 1,5–2 mm.
OwoceJagoda o kształcie od jajowatego do gruszkowatego i szerokości 5–7 mm. W stanie dojrzałym mają barwę od czerwonej do ciemnoczerwonej i kwaśny smak.

## Biologia i ekologia
RozwójRoślina wieloletnia, krzewinka, chamefit. Kwitnie od czerwca do lipca.
SiedliskoRośnie na torfowiskach wysokich, które w podpowierzchniowej warstwie zawierają bardzo słabo jeszcze rozłożony, gąbczasty i bardzo kwaśny torf (pH w wodzie 3,5–3,9, w KCl 2,4–2,7). Torf ten charakteryzuje się wysoką zawartością pierwiastka węgla w stosunku do azotu. Na torfowiskach bieszczadzkich i w Kotlinie Nowotarskiej dominują okazy o płonnych pędach, rozmnażające się głównie wegetatywnie, rzadko tylko zakwitające i owocujące. Zazwyczaj towarzyszą jej gatunki: żurawina błotna, rosiczka okrągłolistna, wełnianka pochwowata, modrzewnica pospolita.
FitosocjologiaGatunek charakterystyczny dla związku Oxycocco-Empetrion.
GenetykaJest diploidem o liczbie chromosom 2n = 24. Tym różni się od żurawiny błotnej, która jest tetraploidem o liczbie chromosomów 2n = 48. Gatunki te krzyżują się z sobą.

## Zagrożenia
Żurawina drobnoowocowa w opracowaniu Czerwona lista roślin i grzybów Polski (2006) umieszczona jest w grupie gatunków zagrożonych wyginięciem (kategoria zagrożenia V). W wydaniu z 2016 roku otrzymała kategorię DD (stopień zagrożenia nie może być określony).
W Polsce nie jest gatunkiem prawnie chronionym, ale liczne jej stanowiska znajdują się na obszarach chronionych; w rezerwatach przyrody i parkach narodowych. Często jednak stanowiska te ulegają degradacji wskutek odpływu wód. Konieczne jest więc podjęcie ochrony czynnej polegającej na zasypywaniu rowów odwadniających, a czasami nawet sztuczne spiętrzanie wód. Te stanowiska, które nie znajdują się na obszarach chronionych są zagrożone przez bezpośrednie zniszczenie związane z eksploatacją torfu, jak również pośrednio, przez osuszanie torfowisk.

## Znaczenie
Owoce są jadalne, jednak ze względu na drobne rozmiary, rzadkość występowania tego gatunku w Polsce oraz rzadkie zawiązywanie owoców, praktycznie nie mają znaczenia użytkowego.